# میشل ان گوم
میشل ان گوم (انگلیسی: Michel N'Gom; ۲۵ ژوئن ۱۹۵۹ – ۱۲ اوت ۱۹۸۴) بازیکن فوتبال اهل فرانسه بود.
از باشگاه‌هایی که در آن بازی کرده‌است می‌توان به باشگاه فوتبال اوسر، باشگاه فوتبال المپیک مارسی، و باشگاه فوتبال پاری سن ژرمن اشاره کرد.
وی همچنین در تیم‌های ملی فوتبال زیر ۲۱ سال فرانسه و France national amateur football team بازی کرده‌است.